# Skaner do slajdów

Skaner do slajdów

Skaner do slajdów (ang. slide scanner) - wyspecjalizowane urządzenie komputerowe do skanowania 35-milimetrowych slajdów, pozwalające przenieść ich zawartość do edycji w programie komputerowym.
Obecnie zamiast skanera slajdów najczęściej wykorzystuje się skanery płaskie lub skanery do filmów fotograficznych z dodatkowym osprzętem do mocowania slajdów.